# 国鉄タキ7200形貨車
国鉄タキ7200形貨車（こくてつタキ7200がたかしゃ）は、かつて日本国有鉄道（国鉄）に在籍した私有貨車（タンク車）である。

## 概要
1958年（昭和33年）12月18日にタキ3500形より1両（タキ3519）が改造され形式は新形式であるタキ7200形とされた。その後1959年（昭和34年）2月6日に1両（タキ7201）が造機車輌にて、同年7月10日に6両（タキ7202 - タキ7207）が富士重工業にてそれぞれ新規製作された。
本形式の他にアルコールを専用種別とする形式にはタ2000形（3両）、タム8100形（11両）、タサ3000形（82両）、タサ3200形（3両）、タサ3500形（3両）、タサ5000形（1両）、タキ500形（6両）、タキ600形（20両）、タキ3500形（179両）、タキ7250形（115両）、タキ13700形（30両）、タキ13800形（25両）の12形式が存在した。
所有者は、内外輸送1社のみでありその常備駅は羽越本線の中条駅であった。
1979年（昭和54年）10月より化成品分類番号「燃31」（燃焼性の物質、引火性液体、危険性度合2（中））が標記された。
タンク体は、普通鋼（一般構造用圧延鋼材 SS41、現在のSS400）製の内面をステンレス鋼（SUS27、現在のSUS304）張りとしたものでの直円筒形ドーム付きタンク車であり、積込みはマンホールからの上入れ式、荷降ろしは吐出管を用いた下出し式である。
車体色は黒、寸法関係は全長は13,600mm、全幅は2,450mm、全高は3,884mm、台車中心間距離は9,500mm、実容積は37.5m3 - 37.8m3、自重は18.8 - 20.2t、換算両数は積車5.0、空車2.0であり、台車はベッテンドルフ式のTR41Cである。
1985年（昭和60年）6月10日に全車（8両）一斉に廃車となり同時に形式消滅となった。